# 新加坡石油公司
新加坡石油有限公司，（英語：Singapore Petroleum Company Limited），是一家总部位于新加坡的石油公司，其母公司为中国石油天然气股份有限公司，主要经营石油开采、炼油、石油贸易以及石油产品的经销。

## 历史沿革

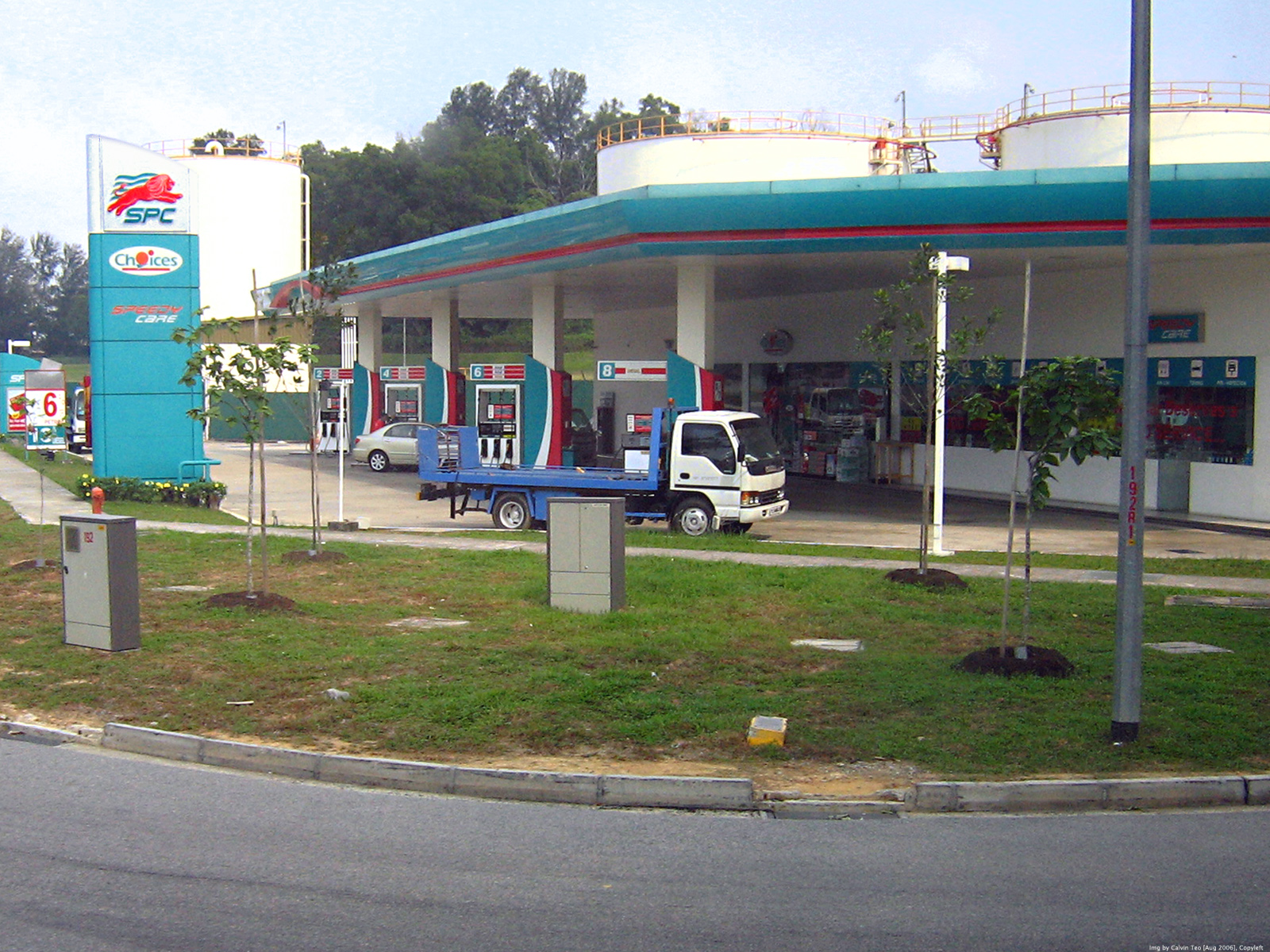
一座位于新加坡裕廊的SPC加油站

SPC成立于1969年，最初公司名为“新加坡石化私人有限公司”（Singapore Petroleum & Chemical Co. Pte Ltd），后来改名为“新加坡石油有限公司”。以下是SPC的主要历史事件：
- 1969年，SPC成立。
- 1979年，同英国石油公司和加德士共同成立了新加坡炼油公司（Singapore Refining Company Pte Ltd，SRC）。
- 1981年，开始为新加坡樟宜机场供应航空燃油。
- 1983年，SPC旗下的Visbreaker石化联合企业与Catalytic Reformer石化联合企业投入生产。
- 1984年，与惹兰布罗（Jalan Buroh）开设其位于新加坡的第一座加油站。
- 1986年，SPC旗下的Hydrocracker石化联合企业投入生产。
- 1990年，公司于新加坡证券交易所上市。
- 1997年，开始为台北中正国际机场供应航空燃油。
- 2003年，成立新加坡石油（泰国）有限公司。
- 2008年，被普氏能源公司列入全球能源企业TOP250榜单。
- 2009年，被中石油收购，并从新加坡交易所退市。

## 石油开采与生产
多年来，SPC通过收购等方式在亚太地区能源与石油行业的版图逐年扩大。其拥有的资产包括位于柬埔寨的Block B平台，位于印度尼西亚的Kakap Production Sharing Contract (PSC)和Sampang PSC平台，位于越南的Block 102、Block 106和Block 101-100/04平台，以及位于澳大利亚的Block T06-3平台。 2007年，其资产扩张到了中国大陆，包括位于渤海湾的04/36、05/36，以及位于中国近海的Blk 26/28三座石油平台。
在管道业务上，SPC持有东南亚三条主要输油管道的股权。其中包括：
- 654公里长的西纳土纳输油系统（West Natuna Transportation System），为新加坡第一条跨境海底输油管道；
- 468公里长的Grissik-巴淡-新加坡输油管道，是第二条印尼间新加坡输油管道；
- 536公里长的Grissik-Duri输油管道，为从Grissik油田到加德士Duri油田的一条干线。

## 炼油、供应与贸易

### 石油精炼
SPC与雪佛龙旗下的加德士分别拥有新加坡炼油公司炼油厂的一半产量（285,000桶每日（45,300立方每日） ）。
原油精加工一直是SPC的主要业务。依靠其精密的炼油设备，SPC拥有提炼各种级别原油产品的能力。SPC的原油供应方来自13个国家，主要为中东国家。原油的API比重从18到45不等。2006年该公司加工了超过51百萬桶（8,100,000立方） 的原油。

### 供应
SPC在新加坡本岛附近的石巴洛岛（Pulau Sebarok）上拥有一座用于储存其原油与石油产品的油库。该油库包括13个大型储油罐，总储存体积达到22万立方米，配备了能够容纳16万吨排水量的深水防波堤。

### 贸易
SPC拥有众多石油精加工产品，包括石脑油、汽油、柴油、航空燃油和普通燃油等.
SPC为东南亚四座国际机场提供航空燃油，包括新加坡樟宜机场，台北桃园机场，曼谷机场以及香港机场。SPC在亚太地区拥有超过30年的航空燃油的销售与市场经验，稳定的供应与优质的服务也为其带来极高的声誉。

## 市场
SPC市场部由5个主要部门组成，包括市场开发与新企业，零售开发，商业销售，润滑油销售以及运营与物流。
零售开发部门负责管理新加坡的39个加油站，其中28个是在英国石油公司退出亚洲市场后接管的。
商业销售和润滑油销售部门负责为国内外商业、工业以及批发市场客户提供石油产品，包括石脑油、液化石油气、汽油、工业柴油、硫以及沥青等。

## 财务
由于被中石油收购，SPC于2009年10月22日从新加坡交易所退市。